# Citroën C-Crosser
Il Citroën C-Crosser è un'autovettura di tipo SUV di segmento D prodotta dal 2007 al 2012 dalla casa automobilistica francese Citroën.

## Profilo
Con la C-Crosser, la Casa francese esordisce nel settore delle SUV. 
La C-Crosser è basata sullo stesso telaio di Mitsubishi Outlander e Peugeot 4007, frutto della joint-venture del Gruppo PSA con la giapponese Mitsubishi.
Dal momento che le vetture utilizzano anche la stessa carrozzeria, le tre SUV si differenziano esternamente solo per il "frontale", che nella C-Crosser è solcato dal solito Double Chevron Citroën che unisce i fari moderni.
Al lancio era disponibile con un propulsore, il 2,2 litri turbodiesel HDi, dotato di una turbina a geometria variabile e di FAP, capace di 156 cavalli. La velocità massima è di 200 km/h, con accelerazione da 0 a 100 km/h in 9,9 secondi.
La C-Crosser era venduta in due allestimenti, Crociera Gialla, già molto completo e comprendente tra l'altro il climatizzatore e l'ESP, e il più ricco Crociera Nera, entrambi comprensivi di sette posti e trazione integrale inseribile. I nomi di queste due versioni affondano le loro radici nei lontani 1924 e 1931, quando il patron André Citroën organizzò delle spedizioni in Africa ed Asia, spedizioni battezzate appunto Crociera Gialla e Crociera Nera. 
Sempre ispirandosi alle suddette spedizioni il designer svizzero Franco Sbarro realizzò un prototipo della C-Crosser nel 2007 denominato C-Cruiser; era realizzata in configurazione pick-up con assale posteriore raddoppiato per poter inserire altre due ruote supplementari. Il propulsore era ad alimentazione ibrida.
Nel gennaio 2008 è stata introdotta anche la versione a benzina, equipaggiata da un 4 cilindri di origine Mitsubishi da 2360 cm³ (motore 4B1) in grado di erogare fino a 170 CV e disponibile sia in allestimento base, sia in allestimento Crociera Gialla, che prevede anche un cambio automatico di serie. In entrambi i casi si arriva a 190 orari di velocità massima, ma con scatto da 0 a 100 km/h coperto in 9,2 secondi dalla versione base e in 10,4 secondo nella versione più ricca. Come per le cugine Peugeot 4007 e Mitsubishi Outlander, può ospitare fino a 7 passeggeri.
Nella primavera del 2009 la produzione viene spostata nello stabilimento NedCar Mitsubishi di Born nei Paesi Bassi.
Nel mese di novembre del 2009 il 2.4 a benzina viene tolto di produzione perché ritenuto poco appetibile dalla clientela. Contemporaneamente viene introdotta la versione 2.2 HDi DCS, caratterizzata dal cambio a doppia frizione. A quel punto la gamma diventa disponibile in tre nuovi livelli di allestimento: base, Dynamique ed Exclusive Style.
Nel 2010, viene aggiunto un quarto livello di allestimento denominato Dynamique Plus. Dei quattro livelli a quel punto disponibili, solo il base non può essere ordinato con il cambio a doppia frizione, mentre per gli altri tre si può optare fra quest'ultimo ed il più classico manuale. 
A fine 2010 viene avviato l'assemblaggio in complete knock down nello stabilimento PSA-Mitsubishi di Kaluga in Russia per il mercato locale.
Nell'autunno del 2012 la vettura esce di produzione.

## Motorizzazioni
| Modello     | Disponibilità | Motore | Cilindrata | Potenza  | Coppia Massima | Emissioni CO2 (g/Km) | 0–100 km/h (secondi) | Velocità max (Km/h) | Consumo medio (Km/l) |
| ----------- | ------------- | ------ | ---------- | -------- | -------------- | -------------------- | -------------------- | ------------------- | -------------------- |
| 2.4i        | 2007-09       | 4B12   | 2359       | 170/6000 | 232/4100       | 225                  | 9"6                  | 190                 | 9.4                  |
| 2.2 HDi FAP | 2006-12       | DW12   | 2179       | 156/4000 | 380/2000       | 175                  | 9.9                  | 200                 | 14.9                 |